# Méretkorlátozási axióma
A méretkorlátozási axióma vagy Neumann-axióma az osztályrealista halmazelméletek jellegzetes axiómája. Legáltalánosabb formájában:
Egy osztály akkor és csak akkor valódi osztály, ha ekvivalens bármely valódi osztállyal.
{\displaystyle \forall X\,\forall Y\,((\mathrm {pr} (X)\land \mathrm {pr} (Y))\leftrightarrow (\mathrm {pr} (X)\land X\sim Y))}
({\displaystyle \mathrm {pr} (X)} azt rövidíti, hogy X valódi osztály; {\displaystyle X\sim Y} pedig azt, hogy X ekvivalens Y-nal, vagyis létezik közöttük bijekció.)

## Következmények
A méretkorlátozási axióma nagyon erős állítás. A Neumann–Bernays–Gödel-halmazelmélet többi axiómájának jelenlétében következik belőle többek között:
- a behelyettesítési axióma (más néven a pótlás axiómája);
- a globális kiválasztási axióma;
- az unió-axióma.

Másfelől a többi NBG-axióma jelenlétében a behelyettesítési axióma és a globális kiválasztási axióma maga után vonja a méretkorlátozási axiómát.

## Változatok
Az axiómát gyakran az alábbi egyszerűbb alakban idézik:
Egy osztály akkor és csak akkor valódi osztály, ha ekvivalens az univerzális osztállyal.
{\displaystyle \forall X\,(\mathrm {pr} (X)\leftrightarrow X\sim \mathrm {V} ))}
(ahol {\displaystyle \mathrm {V} } az univerzális osztály).
Ez a változat csak akkor ekvivalens az előző szakaszban megadottal, ha más axiómákból bizonyítható, hogy az univerzális osztály valódi osztály (lásd: Cantor-paradoxon).